# D'グラフォート盛岡駅前タワーズ
D'グラフォート盛岡駅前タワーズ（ディーグラフォートもりおかえきまえタワーズ）は、岩手県盛岡市にあるタワーマンションである。

## 概要
盛岡市の玄関口であり、北東北の交通の拠点でもある、盛岡駅のほぼ隣にある。岩手県内では2015年5月現在、同市内のマリオス（92m）に次ぐ高さであり、マンションとしては県内一の高さである。また、規模としても、総戸数284戸は県内最大の数である。

完成から5年以上、岩手県内唯一のタワーマンションであったが、ここ数年、盛岡市内で複数のタワーマンションの建設が始まり、県内唯一のタワーマンションではなくなった。しかし、いまだにこれを超える高さのタワーマンションの建設計画は出ていない。

## 特徴
3棟からなっているタワーマンションであり、これは、東北地方唯一で全国的にも珍しい。また、市内の開運橋東交差点付近から見ると3棟のタワーマンションが、階段のように見えるように設計されたが、同じ大和ハウス工業が建設しているタワーマンション『プレミスト盛岡駅前GATE-TOWER』に、最高層のリバティ棟が隠れてしまったため、現在は開運橋東交差点からは見ることができない。

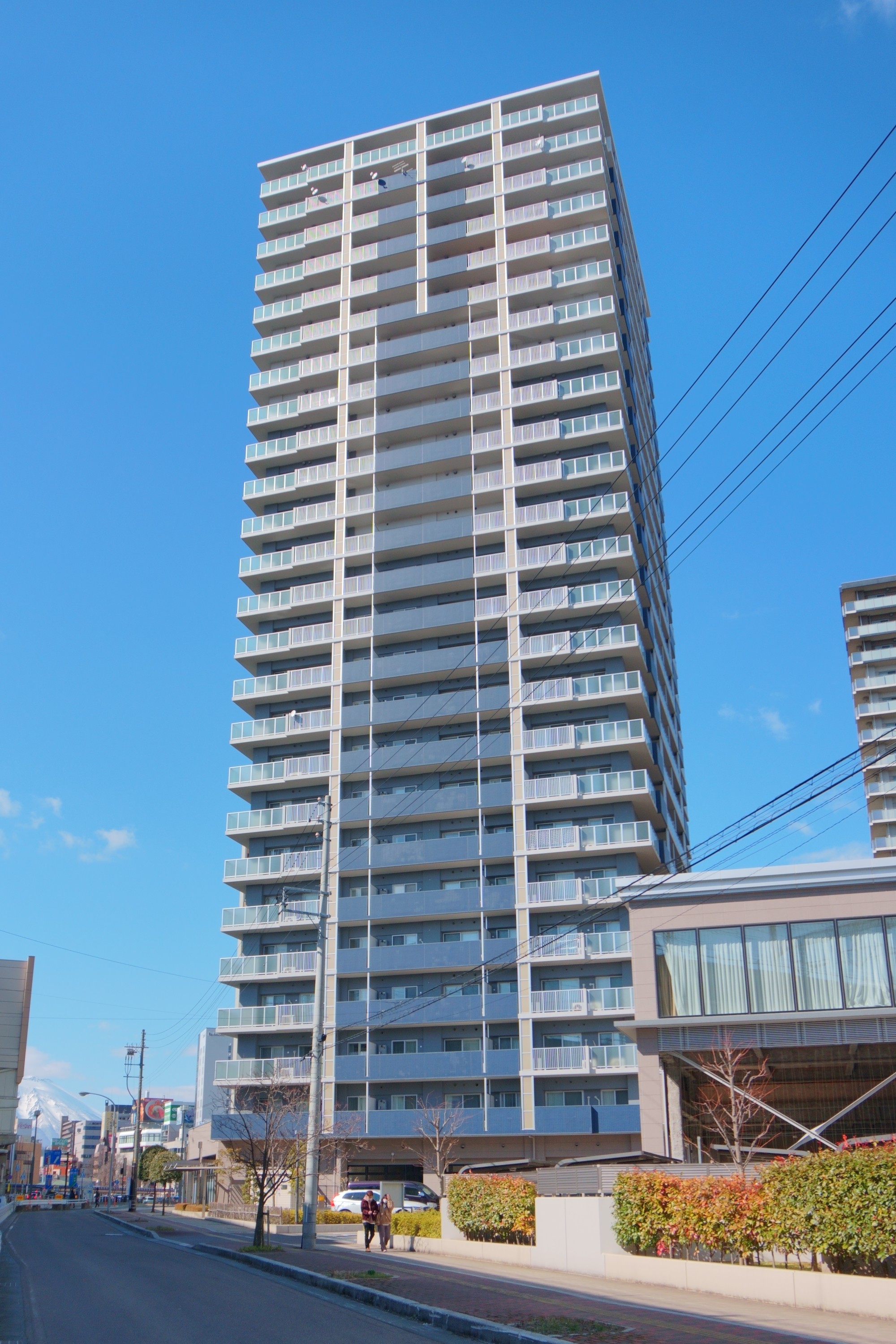
リバティ棟
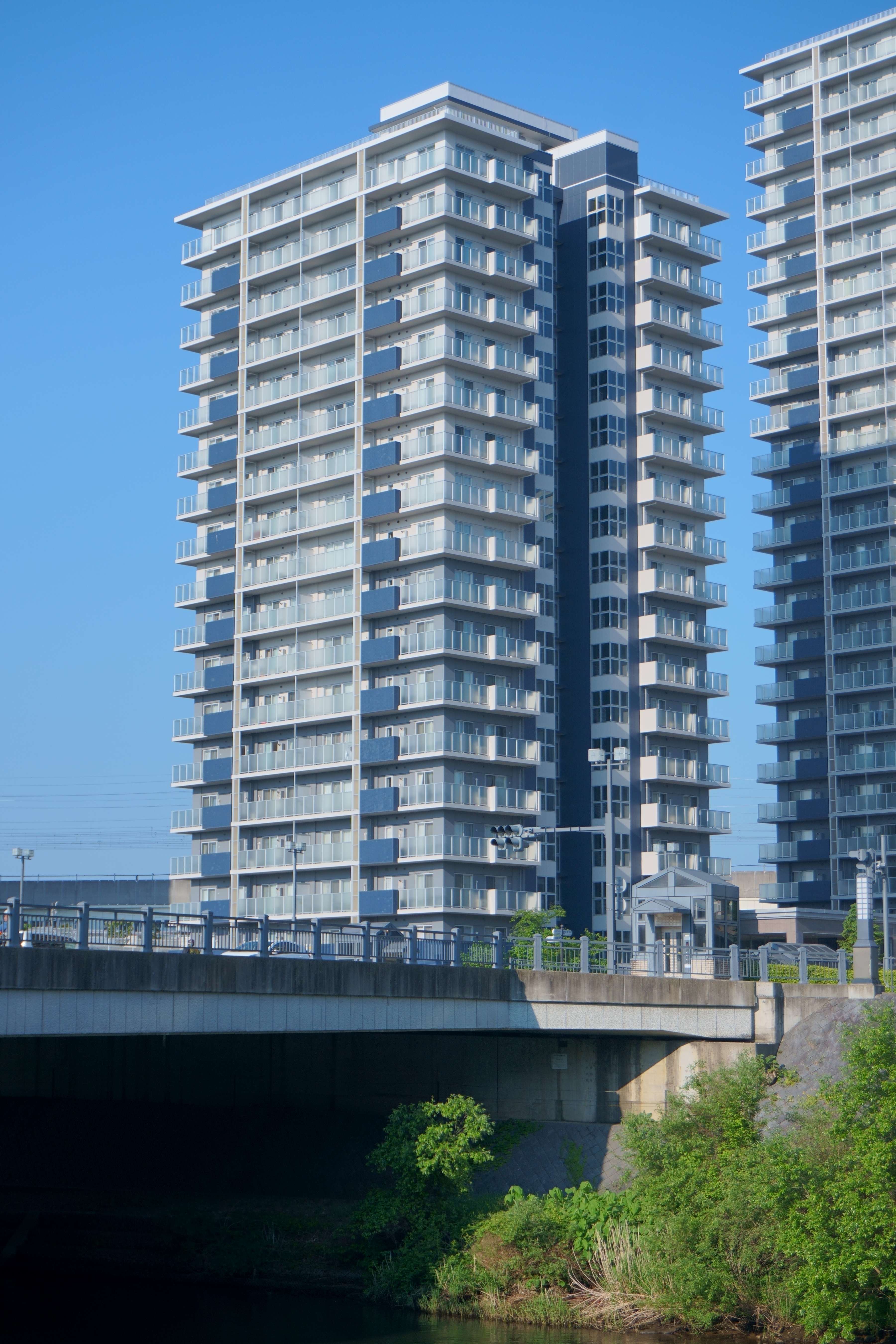
ウェルズ棟
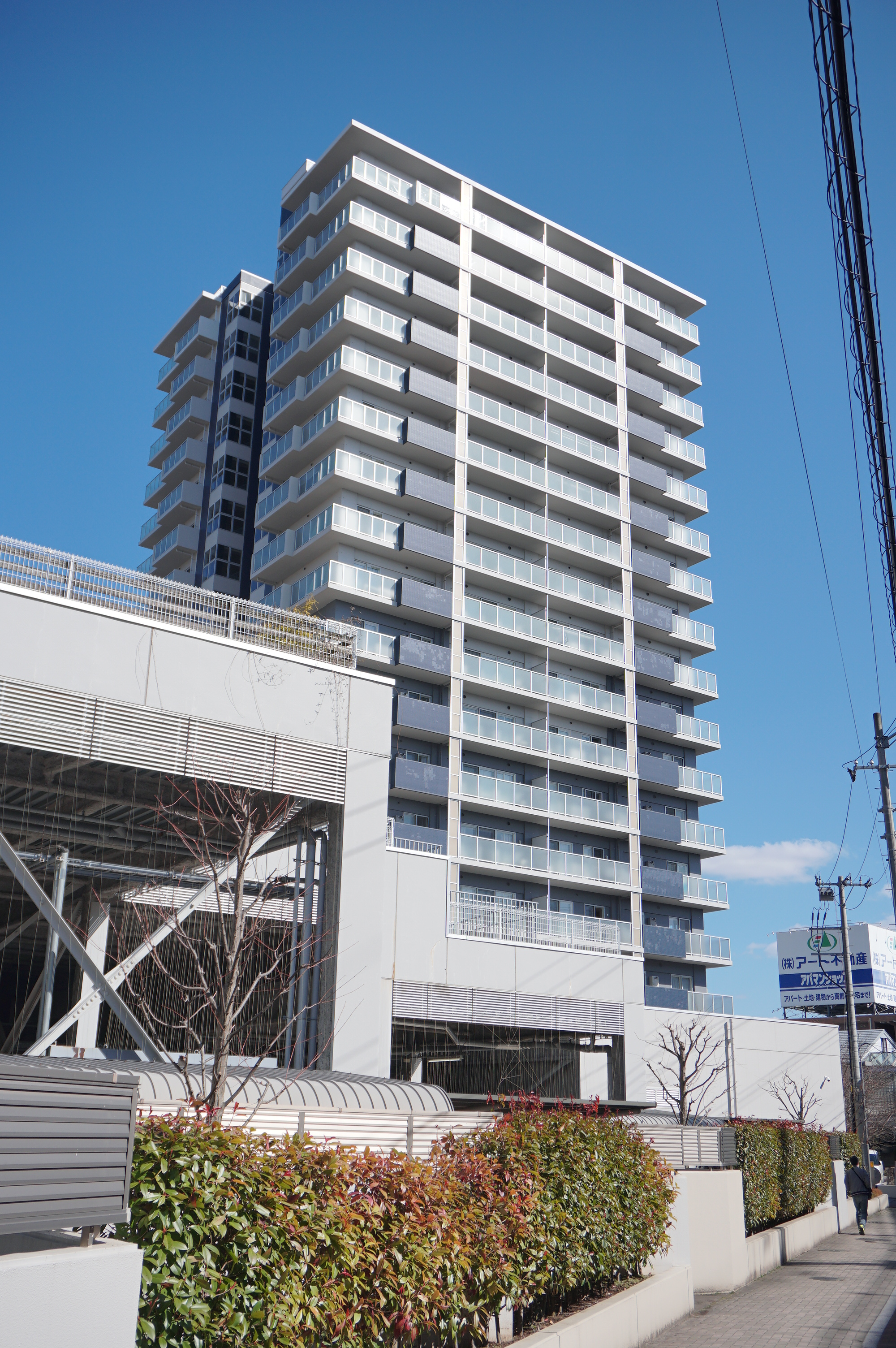
コテージ棟
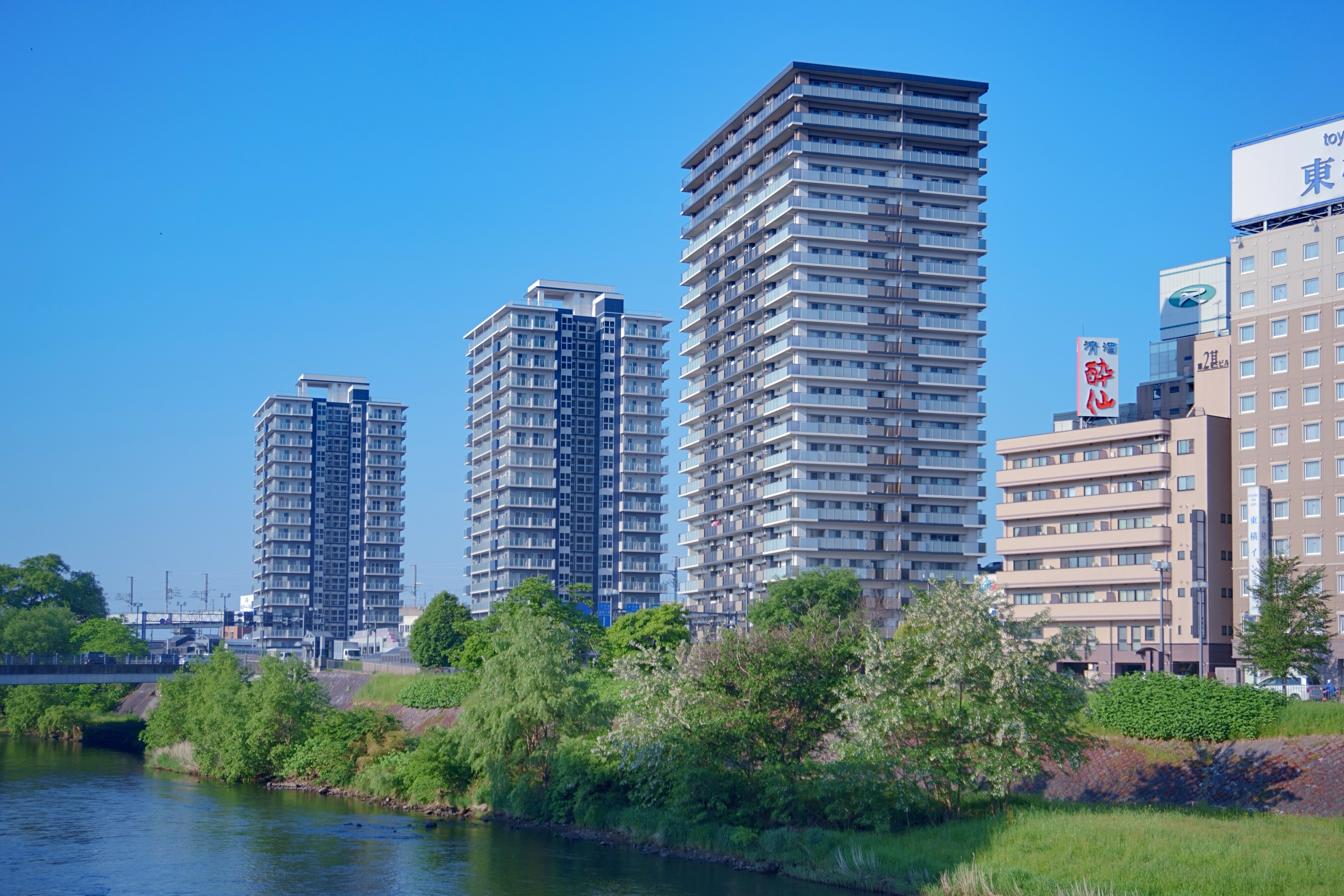
開運橋東交差点付近より。この位置からはリバティ棟がプレミスト盛岡駅前GATE-TOWERに隠されて見えない。

## 周辺環境
- 盛岡駅（東日本旅客鉄道（JR東日本）、IGRいわて銀河鉄道）
- マリオス
- アイーナ（いわて県民情報交流センター）
- 盛岡第2地方合同庁舎
- フェザン
- イオンタウン盛岡駅前
- クロステラス盛岡
- MOSS
- 川徳
- 岩手朝日テレビ（IAT）本社
- コジマ×ビックカメラ盛岡店
- ラウンドワンスタジアム盛岡店
- 盛岡市立桜城小学校
- 盛岡市立城西中学校
- ホテルルートイン盛岡駅前
- 東横イン盛岡駅前
- 東横イン開運橋
- 開運橋
- 不来方橋
- 旭橋
- 盛南大橋

また、現在は、道路を挟んで隣に、同じ大和ハウス工業のタワーマンションである『プレミスト盛岡駅前GATE-TOWER』が完成済みである。